# Masaharu Taniguchi
Masaharu Taniguchi (谷口 雅春, Taniguchi Masaharu) (Kobe, 22 de novembro de 1893 – Nagasaki, 17 de junho de 1985) foi um líder religioso japonês, fundador da Seicho-No-Ie. 

## Carreira
Por causa de seu profundo amor e compaixão pela humanidade, ele sofria com as várias contradições deste mundo, onde os fracos se tornam vítimas dos fortes. A fim de descobrir a exata origem de tais distorções e realidades, estudou diversas filosofias e religiões, tanto antigas como novas.
Após infatigável esforço, com dias e noites em ardorosas orações, finalmente recebeu a Revelação Divina, enquanto estava mergulhado em profunda meditação. Esta lhe foi dada semelhante a uma voz de comando, que parecia dizer: "A matéria é nada. O corpo físico é nada. Todos os fenômenos, no mundo da matéria, são nada. O que existe verdadeira e eternamente é Deus e Sua manifestação. O homem é, na realidade, um filho de Deus. Ele não é matéria, mas existência espiritual. O homem já é um ser perfeito. Tudo em nosso ambiente é simplesmente o reflexo de nossa própria mente".
Ele então, passou a transmitir essa Verdade maravilhosa ao maior número de pessoas, que conheceram a Imagem Verdadeira do homem, que não adoece, não envelhece e não morre, e, também passaram a transmiti-la a outras pessoas.
Este trabalho de amor cresceu e se tornou o Movimento de Iluminação da Humanidade.
Masaharu Taniguchi faleceu em Nagasaki, em 17 de junho de 1985.

## Principais obras
A obra fundamental de Taniguchi é a coletânea A Verdade da Vida (生命の實相, Seimei no Jissō). Vendeu 3 milhões de cópias nos primeiros 3 anos, e até hoje vendeu 19 milhões de exemplares.
Outra obra importante é "O Livro dos Jovens" (青年の書, Seinen no Sho), que vendeu pouco mais de 300 mil livros só no Brasil. No Japão, o livro foi publicado em 1949; a tradução brasileira só saiu em 1979.
Há ainda o poema Chuva de Néctar da Verdade (甘露の法雨, Kanro no Hōu), apresentado como uma sutra sagrada [sic].